# Nordijska kombinacija na ZOI 2014.
Natjecanja u nordijskoj kombinaciji na Zimskim olimpijskim igrama 2014. u Sočiju održavana su od 12. do 20. veljače 2014. na kompleks za skijaške skokove Ruskije gorki.

## Muškarci
| disciplina                       | zlato                                                            | vrijeme  | srebro                                                               | vrijeme  | bronca                                                                | vrijeme  |
| Mala skakaonica i 10km trčanje   | Eric Frenzel Njemačka                                            | 23:50,20 | Akito Watabe Japan                                                   | 23:54,40 | Magnus Krog Norveška                                                  | 23:58,30 |
| Velika skakaonica i 10km trčanje | Jørgen Graabak Norveška                                          | 23:27,5  | Magnus Moan Norveška                                                 | 23:28,1  | Fabian Rießle Njemačka                                                | 23:29,1  |
| Momčadsko natjecanje             | Norveška Jørgen Graabak Håvard Klemetsen Magnus Krog Magnus Moan | 47:13,5  | Njemačka Eric Frenzel Björn Kircheisen Fabian Rießle Johannes Rydzek | 47:13,8  | Austrija Christoph Bieler Bernhard Gruber Lukas Klapfer Mario Stecher | 47:16,9  |

## Vanjske poveznice
- Rezultati natjecanja  Arhivirana inačica izvorne stranice od 19. ožujka 2014. (Wayback Machine)